# Roncesvalls
Roncesvalls (basc: Orreaga, castellà: Roncesvalles, oficialment bilingüe Orreaga/Roncesvalles) és un municipi de Navarra, a la comarca d'Auñamendi, dins la merindad de Sangüesa. Limita al nord amb Luzaide, al sud amb Auritz i a l'est amb Orbaizeta.
Com a lloc històric, s'ha usat en francès Roncevaux i en aragonès Ronzesbals.

## Demografia
| Evolució demogràfica | Evolució demogràfica | Evolució demogràfica | Evolució demogràfica | Evolució demogràfica | Evolució demogràfica | Evolució demogràfica | Evolució demogràfica | Evolució demogràfica | Evolució demogràfica | Evolució demogràfica |
| 1996                 | 1998                 | 1999                 | 2000                 | 2001                 | 2002                 | 2003                 | 2004                 | 2005                 | 2006                 | 2007                 |
| -------------------- | -------------------- | -------------------- | -------------------- | -------------------- | -------------------- | -------------------- | -------------------- | -------------------- | -------------------- | -------------------- |
| 32                   | 31                   | 31                   | 31                   | 29                   | 27                   | 23                   | 26                   | 24                   | 25                   | 24                   |
| 85%                  |                      |                      |                      |                      |                      |                      |                      |                      |                      |                      |

## Història
Orreaga, tradicionalment conegut en català amb el nom de Roncesvalls, va ser de sempre via de pas obligatòria per a entrar a la península Ibèrica. Per allà van penetrar fonamentalment els celtes, els bàrbars (409), els gots, que es van establir al llarg de la conca del Duero i, naturalment, el rei Carlemany amb el més poderós exèrcit del segle viii, camí de la ciutat de Saragossa. Carlemany, atès que va ser derrotat a Saragossa, va decidir, de tornada cap al seu regne, reduir a ruïnes la capital dels vascons, Pamplona. Va ser al retorn, als Pirineus, entre el serrat d'Ibañeta i la fondalada de Luzaide, on va haver de sofrir una contundent emboscada per partides de nadius vascons, als quals els va resultar fàcil provocar un daltabaix general a força de llançar roques i dards. La Cançó de Rotllan, escrita en algun lloc de França cap a finals del segle xi, va concebre el desastre en el pla, entre Roncesvalls i la vila de Burguete, i els atacants ja no eren vascons, sinó sarraïns.
El 818 va esclatar una nova rebel·lió a Pamplona, els francs van enviar un exèrcit encapçalat pels comtes Eble i Asnar per tal de sufocar-la, però no van tenir èxit. Les tropes franques van ser derrotades en trobar-se amb l'oposició tant d'Ènnec Aritza com de Mussa II de Tudela al pas de Roncesvalls.